# Criză diplomatică
Criza diplomatică se referă la acea situație care poate apărea în relațiile internaționale ca urmare a unei conjuncturi create la nivel național/internațional prin declarații, măsuri sau activități de natură diplomatică care afectează interesele sau obiectivele diplomatice, politice, economice, militare sau de altă natură ale unui stat. Ea este, de regulă, strâns legată de criza politică și apare atunci când o serie de evenimente măresc posibilitatea recurgerii la mijloace violente și renunțarea la calea tratativelor.
Principalele caracteristici ale crizei diplomatice constau în întreruperea comunicării, a dialogului, a medierii și monitorizării unor stări conflictuale din diverse motive.
O criză diplomatică poate începe ca urmare a negăsirii formulelor optime de soluționare a altor tipuri de crize sau ca urmare pur și simplu a luării unor măsuri de către una din părți care încalcă flagrant obiectivele și interesele uneia sau mai multor părți aflate în conflict.